# Xanthodynerus dentipes
Xanthodynerus dentipes är en stekelart som först beskrevs av Kostylev 1940.  Xanthodynerus dentipes ingår i släktet Xanthodynerus och familjen Eumenidae. Inga underarter finns listade i Catalogue of Life.